# Karl Erich Grözinger
Karl Erich Grözinger, född 1942 i Stuttgart, är en tysk judaist och religionsforskare.
Åren 1989–1991 var han den förste professorn i judaistik vid Lunds universitet. Åren 1994–2007 var han professor vid universitetet i Potsdam. Dessutom har han varit verksam bland annat vid universitetet i Frankfurt am Main.